# Louis de Ridder
Pour les articles homonymes, voir Deridder.
Louis Joseph de Ridder, souvent appelé De Ridder-Du Jardin, né le 12 mai 1806 à Ostende et mort le 11 octobre 1900 à Bruges, est un homme politique belge.

## Mandats et fonctions
- Membre de la Chambre des représentants de Belgique : 1860-1864

## Sources
- Koen Rotsaert, Lexicon van de parlementariërs uit het arrondissement Brugge, 1830-1995, Brugge, 2006